# Stilobezzia unifascidorsalis
Stilobezzia unifascidorsalis är en tvåvingeart som beskrevs av Tokunaga 1959. Stilobezzia unifascidorsalis ingår i släktet Stilobezzia och familjen svidknott. Inga underarter finns listade i Catalogue of Life.